# میشل بومن
میشل بومن (انگلیسی: Michelle Bowman؛ زادهٔ ۲۵ مهٔ ۱۹۷۱) سیاست‌مدار است.